# HD 74156 c
HD 74156 c (بالإنجليزية: HD 74156 c)‏ الذي يرمز له بالرمز HD 74156c، هو كوكب خارج المجموعة الشمسية، في كوكبة الشجاع، يتبع HD 74156 ‏.

## الاكتشاف
اكتشف في 4 أبريل 2001.